# 育鵬社
株式会社育鵬社（いくほうしゃ）は、日本の出版社。

## 概要
新しい歴史教科書をつくる会から袂を分かった「教科書改善の会」が新たに出版する教科書の版元として、2007年8月1日に設立した。扶桑社の100パーセント出資の子会社で、扶桑社の教科書出版部門が独立。資本金は3億円。
育鵬社の名称は、「鵬」を「育てる」という言葉に「子供たちよ、大きく育て!」という願いを込めて名付けられたと、設立時の社長・片桐松樹は述べている。

## 不祥事

### アンケート動員疑惑
2015年にあった大阪市立中学校の歴史・公民教科書の採択の参考となった住民らを対象にした市教委のアンケートをめぐり、育鵬社教科書採択推進運動の一環としてフジ住宅による組織動員があった。育鵬社社員が、同社版支持が多ければ採択の可能性が高くなるとフジ住宅に伝え、フジ住宅の会長が「大阪市は数多くの教科書アンケートを記入していただければ、育鵬社に採択される可能性が高くなる」と同社員に呼びかけ従業員を動員し、従業員が教科書展示場から1200枚超の用紙を集めたとされる。
なお、大阪市議会は2016年2月23日、これについて真相究明を求める陳情書を採択している。また、この問題について、文部科学相の馳浩は、「一般論として、報道にある育鵬社の社員が行ったアンケートへの働きかけともとられかねない行為は、採択への疑念を生じかねない軽率な行為」「（動員した可能性が指摘される）育鵬社には猛省を促したい」とコメントした。

### 不適切な採択運動
2014年にどの教科書を使うか決める「採択権限」を持つ教育長6人に検定中の教科書を閲覧させていたことが、2016年に発覚した。

## 批判
琉球大学名誉教授高嶋伸欣は、育鵬社の教科書が「世界最大の墓・大仙古墳（仁徳天皇陵）」と記載したことについて、「ピラミッドや始皇帝墓のような立体的な構造物を築く技術が未熟で、平面の規模を大きくするしかなかった」ものにすぎないのであり、「まるで「世界一長い海苔巻を作ってギネス登録に成功した日本はスゴイ！」と自慢しているようなもの、と笑われていたものだ。」と批判し、また、縄文時代を「世界4大文明」に匹敵するものとイメージづけしている記述など、「大国である日本」という、安倍政権の戦争法制定と軌跡を一にしたものと批判した。
モンタナ州立大学文化人類学フェミニズム学者の山口智美は、育鵬社版の中学公民教科書『中学社会新しいみんなの公民』は、東日本大震災の被災地で黙祷する天皇皇后の写真を掲載し「日本の歴史には、天皇を精神的な支柱として国民が一致団結して、国家的な危機を乗りこえた時期が何度もありました」と記述したり、「自分を犠牲に住民守った公務員」について掲載するなど国家への自己犠牲やナショナリズムを煽る内容で、また、改憲を推進する内容や、領土問題については日本の立場のみが詳細に示されていると批判した。山口は、この教科書は、安倍晋三内閣総理大臣の写真を多用し、「安倍晋三ファンブック」であると述べている。他にも、反進化論(インテリジェント・デザイン)の立場に近いサムシング・グレート
や江戸しぐさを紹介していると指摘されている。

### つくる会の反応
新しい歴史教科書をつくる会は、扶桑社が子会社から従来のように「つくる会」の教科書を取り扱うことに対し、弁護士を通じて2007年6月13日付けで、著作権は執筆者にあり扶桑社にはない、現行版の配給修了をもって著作権使用許諾を打ち切ることを通告する文書を発信した。また、かつての同志であった屋山太郎が代表世話人をつとめ、多くの離反した関係者が参加する「教科書改善の会」を、「特定出版社の応援団として知識人たちの運動団体」であり「つくる会がその教科書を失って消滅することを大前提にしてつくられるもの」として強く非難している。そのため、従来つくる会の運動を支援してきたフジサンケイグループに対し、事実上の絶縁状をたたきつけることとなった。

## 教科書採択

### 採択への運動
朝日新聞記者の藤生明は、2016年度から使われる歴史と公民の中学教科書の育鵬社版の占有率は神奈川県で共に38.7％で（全国では歴史6.3％、公民5.7％）と際立つことになった「立役者」として、日本会議神奈川の副運営委員長で「教育を良くする神奈川県民の会」の運営委員長の木上和高の名を挙げ、教育委員会に対する事前の働きかけと事後のフォローに言及した。日本教育再生機構の八木秀次は東京の採択報告集会で「ようやく一つの結果を出せた。もちろん通過点にすぎない。主流になるまで運動を紡いでいかなければならない」と述べた。
2020年11月18日、文部科学省は、2021年度に全国の中学校で使用する教科書の発行者別冊数を公表した。2020年夏に行われた教科書採択では、横浜市や大阪市など多くの自治体が他社版に切り替えた結果、公民で前年度比約9割減の4287冊（占有率0.4％）、歴史も前年度比約8割減の12533冊（同1.1％）と大幅に勢力を縮小した。
2025年度に全国の中学校で使用される歴史と公民の教科書のうち、育鵬社の歴史教科書の需要数は4974冊（占有率0.5%）、公民教科書は3430冊（占有率0.3%）であり、ともに1%に満たなかった。

### 注
1. ↑  「サムシング・グレート」とは、村上和雄が提唱する概念で、生物の細胞に膨大な遺伝子情報を書き込んだ人知を超えた存在のことだという[12]。原田実によると、サムシング・グレートはアメリカのインテリジェント・デザイン論を、キリスト教から天理教へ焼き直したものである[12]。村上は天理教の信者でもあり、自身の著書『科学者が実感した神様の働き』（天理教道友社、1999年）のなかで「サムシング・グレート」とは天理教の「親神」であることを認めている[12]。
2. ↑  江戸しぐさに関する記述は育鵬社以外の教科書副読本でも掲載されているが[13]、江戸しぐさには1980年代に「発明」された全く歴史的根拠のないものであるとの批判がある[14][15]。

2014年に原田実の著作『江戸しぐさの正体』が発刊されて以後、江戸しぐさが提唱者でもある芝三光(しば・みつあきら)こと小林和雄によって捏造された偽史であることがマスコミでも広く取り上げられるようになった[16]。平成28年度使用分より育鵬社の『中学社会新しいみんなの公民』から江戸しぐさに関するコラムは削除されることが決定された[17]。その一方で、サムシング・グレートを扱ったコラムは掲載が継続されることになった[12]。2016年現在、育鵬社は江戸しぐさに関するコラムの削除理由について説明を行っていない[17]。